# Bertille Marcos Guèdègbé
Bertille Marcos Guèdègbé, ingénieur agronome de formation, est une entrepreneuse béninoise, fondatrice et  directrice générale de l'entreprise Les Fruits Tillou. Elle est exportatrice de l'ananas et ses dérivés au Bénin,.

## Biographie

### Carrière professionnelle
Avec un  diplôme d’ingénieur agronome, Bertille Marcos est à la tête d’une entreprise béninoise florissante qui exporte vers l’Europe des tonnes d’ananas frais. Elle intervient aussi dans la fabrication à grande échelle du jus bio. Entre 1987 et 2015, elle multiplie de nombreuses responsabilités. Entre autres, présidente de la coopérative des producteurs, exportateurs, et transformateurs d’ananas du Bénin; assistante de recherche, conseillère technique pour les groupements de femmes, conseillère en gestion des exploitations agricoles sur le projet CAGEA et fondatrice de l’ONG GERME qui s’occupe de la formation et de l’appui–conseil aux exploitants agricoles notamment dans la filière ananas. Elle est également la promotrice de l’unité industrielle de production de jus de fruits dénommée Les Jus Tillou,.